# Joanna Everitt
Joanna Everitt (* 23. November 1964) ist eine kanadische Politikwissenschafterin, die an der University of New Brunswick (UNB) forscht und lehrt. Sie amtierte 2020/21 als Präsidentin der Canadian Political Science Association (CPSA).

## Leben
Everitt machte ihren Bachelor-Abschluss an der Carleton University und legte das Master-Examen an der University of Toronto ab, wo sie auch zur Ph.D. promoviert wurde. Seit 1997 ist sie Mitglied der Abteilung für Geschichte und Politik an der UNB. Sie war Gastforscherin an verschiedenen Hochschulen, darunter 2013 an der Harvard Kennedy School und 2019 an der britischen University of Exeter.
In ihrer Forschung untersucht sie insbesondere, wie sich Geschlecht und andere Identitäten auf das politische Engagement, die öffentliche Meinung und den politischen Erfolg (einschließlich der Möglichkeiten, für ein gewähltes Amt zu kandidieren, der Medienberichterstattung und der Bewertung von Führungsqualitäten) der politischen Elite auswirken. 